# Тирзепатид
Тирзепатид — лекарственное средство для лечения диабета 2-го типа и ожирения. Это первый в мире препарат, действующий одновременно и на глюкагоноподобный пептид-1, и на глюкозозависимый инсулинотропный полипептид человека, тем самым регулирует метаболизм глюкозы и вызывает снижение веса.

## История
Тирзепатид был разработан в компании Eli Lilly and Company для лечения диабета 2-го типа и выведен на рынок США в 2022 году.

## Фармакологические свойства

### Механизм действия
Тирзепатид действует одновременно и на глюкагоноподобный пептид-1, и на глюкозозависимый инсулинотропный полипептид, которые влияют на концентрацию глюкозы в крови.
Благодаря регуляции метаболизма глюкозы, препарат оказывает эффект снижения веса.

## Эффективность и безопасность
Терапия тирзепатидом даёт хороший клинический эффект с частыми неопасными побочными эффектами (наиболее частые  — преходящие тошнота и диарея). При высоких дозах препарата у небольшой доли пациентов наблюдаются серьёзные побочные эффекты, которые вынуждают пациентов прекратить его приём.

## Применение
Тирзепатид применяется при лечении диабета 2 второго типа, связанного с ожирением<ref name="FDA PR 2022-05-13">.